# Złotowłosa (film 1973)
 Złotowłosa (czes. Zlatovláska) – baśń filmowa produkcji czechosłowackiej z 1973 roku. Adaptacja baśni Karela Jaromíra Erbena.

## Obsada[1]
- Petr Štěpánek – Jiřík
- Jorga Kotrbová – Złotowłosa (pieśni śpiewała Jitka Molavcová)
- Ladislav Pešek – król, ojciec Złotowłosej
- Jiří Holý – stary król
- Marie Rosůlková – babka
- Josef Bek – generał